# Kleinballhausen
Kleinballhausen ist ein Ortsteil der Gemeinde Ballhausen im Unstrut-Hainich-Kreis in Thüringen.

## Geografie
Kleinballhausen liegt am Nordrand der Unstrutniederung in der Mitte der Thüringer Beckens östlich von Bad Tennstedt. Sowohl Kleinballhausen als auch Großballhausen liegen als Nachbarortsteile dicht nebeneinander an der Landesstraße 3176, die auf eine alte wichtige Handelsstraße zurückgeht, die durch das Tal des Flusses Gera von Arnstadt nach hier und weiter über die Hainleite führte.

## Geschichte
Das Rittergut Klein Ballhausen wurde erstmals urkundlich am 7. Juli 1128 erwähnt. In der Nähe des Herrenhauses (Schloss Kleinballhausen) befand sich eine Burg gleichen Namens. 1258 wurde noch ein Eckhard von Klein Ballhausen als Besitzer genannt. Sowohl die Burg von Klein Ballhausen als auch die von Groß Ballhausen wurden 1297 an das Erzbistum Mainz verpfändet. Ende des 19. Jahrhunderts waren noch Reste der Burg vorhanden, heute sind nur noch die Gräben sichtbar.
Klein Ballhausen gehörte bis 1815 zum kursächsischen Amt Weißensee. Durch die Beschlüsse des Wiener Kongresses kam es zu Preußen und wurde 1816 dem Landkreis Weißensee im Regierungsbezirk Erfurt der Provinz Sachsen zugeteilt, zu dem es bis 1944 gehörte. Das Gut mitsamt Herrenhaus, zuletzt im Eigentum der aus Erfurt stammenden und spät nobilitierten Familie Lucius von Ballhausen, wurde nach 1945 im Zuge der Bodenreform enteignet und der Landbesitz auf Umsiedler und landarme Bauern aufgeteilt.
Am 1. Juli 1950 wurde Klein Ballhausen mit dem benachbarten Groß Ballhausen zur neuen Gemeinde Ballhausen vereinigt, die Schreibweise beider Ortsteile wurde in Kleinballhausen und Großballhausen geändert.

## Fideikommiss
Das Gut hatte mindestens bis 1919 die Rechtsform eines Familienfideikommisses. Nach dem Tod von Otto Lucius Freiherr von Ballhausen 1932 erbte es in Form eines Majorats dessen ältester Sohn Johann Albrecht Lucius Freiherr von Ballhausen. Der Besitz Kleinballhausen war dann ein konventionelles Allod-Gut. Johann Albrecht lebte dann später mit seiner Frau in Frankfurt am Main. Das Ehepaar hatte keine Kinder. Als Erbe galt der Diplomat Reinhart von Lucius.

## Verkehr
Der Haltepunkt Kleinballhausen lag an der 1999 stillgelegten Bahnstrecke Ballstädt–Straußfurt.

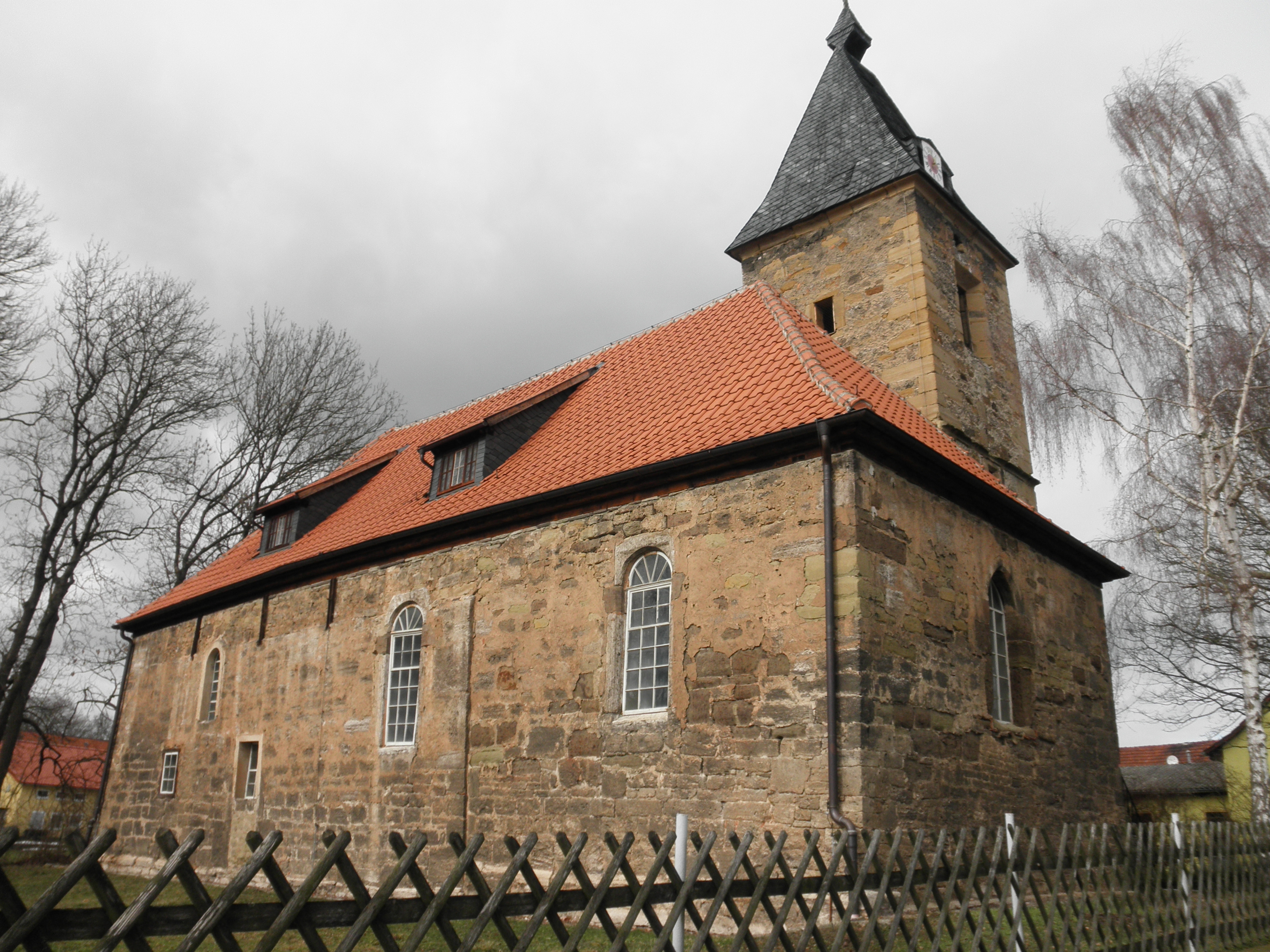
St.-Aegidius-Kirche
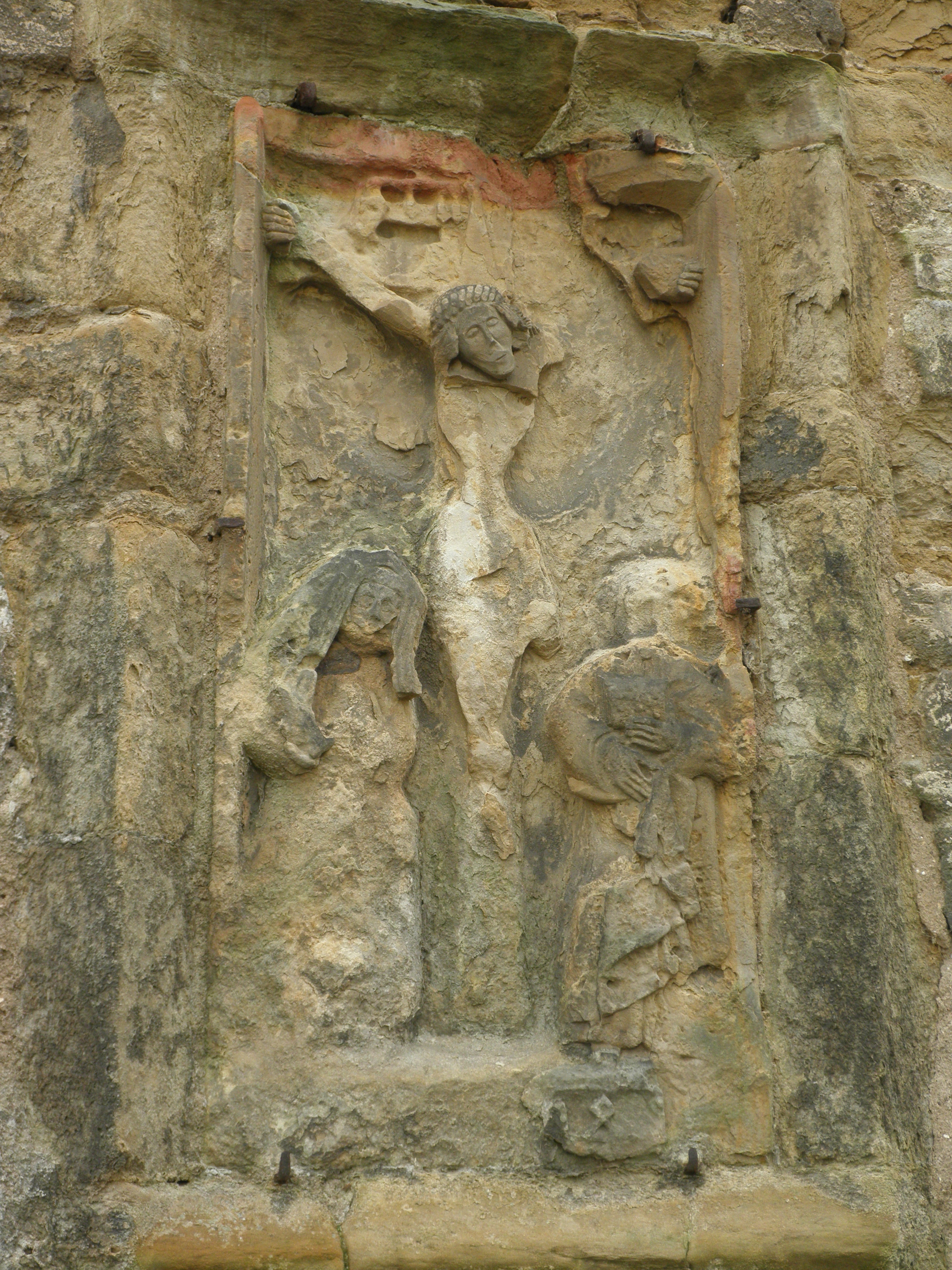
Relief in der Kirchenwand
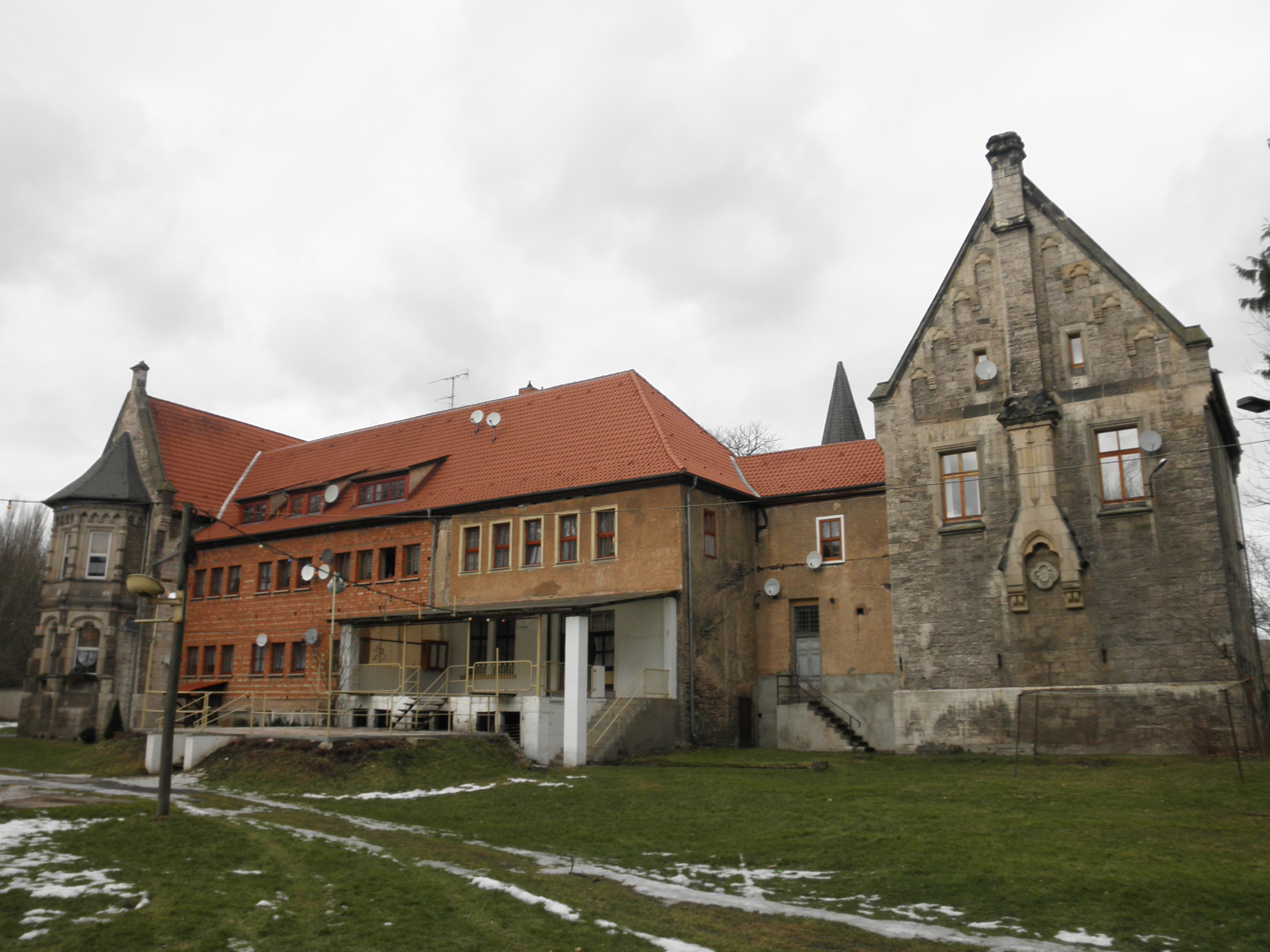
Herrenhaus bzw. Schloss Kleinballhausen
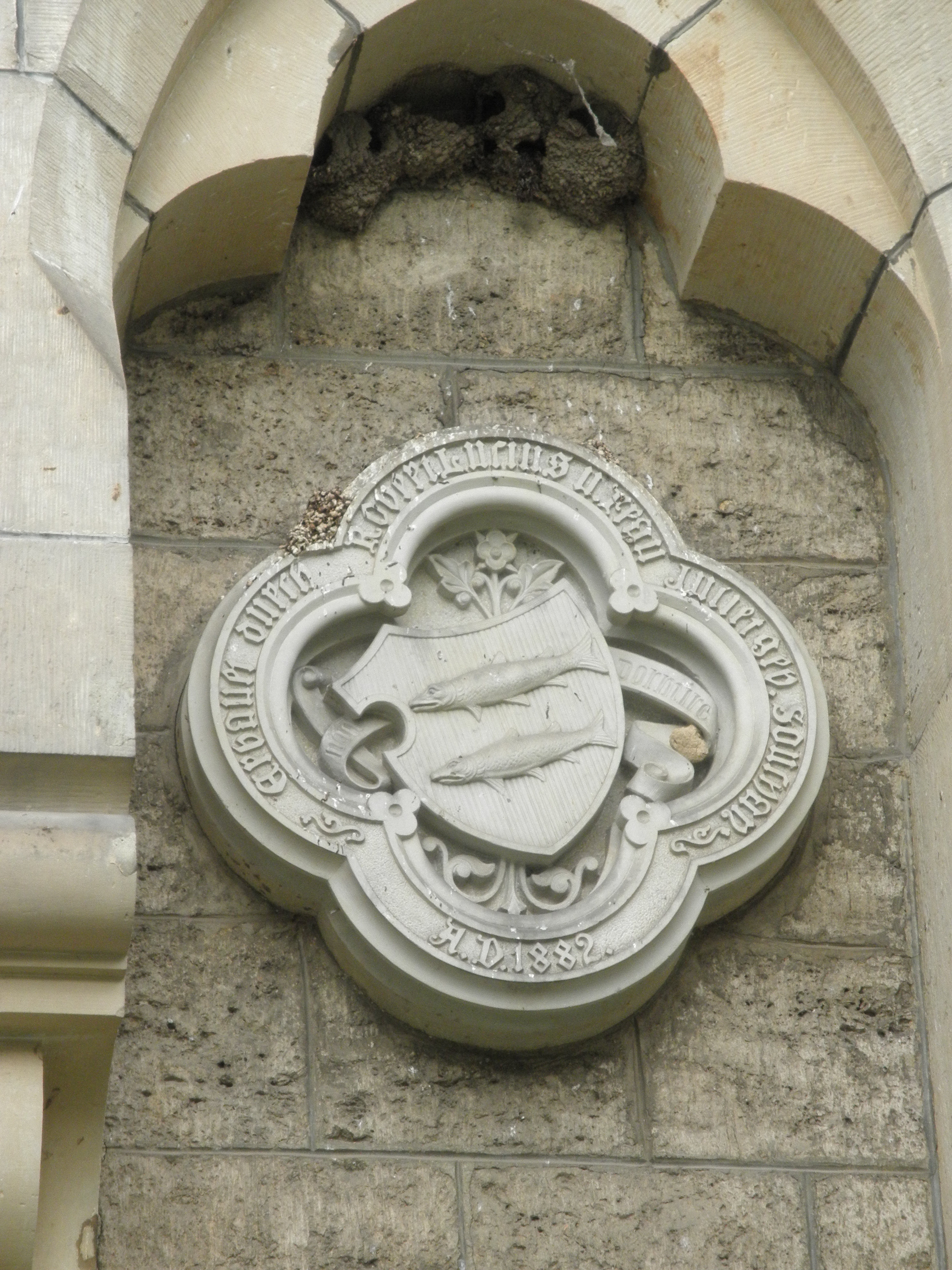
Wappen in der Schlosswand
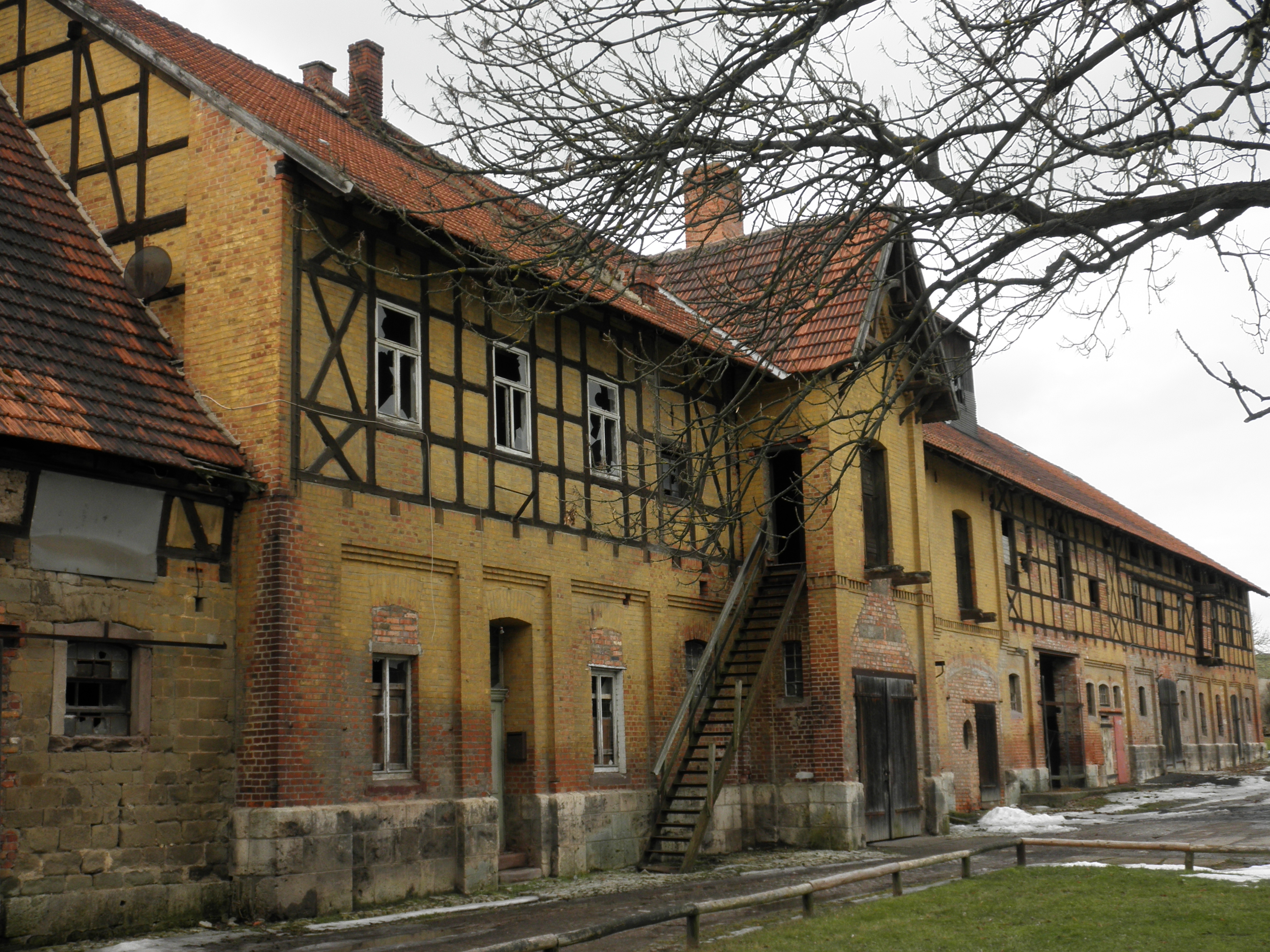
Wirtschaftsgebäude des ehemaligen Guts
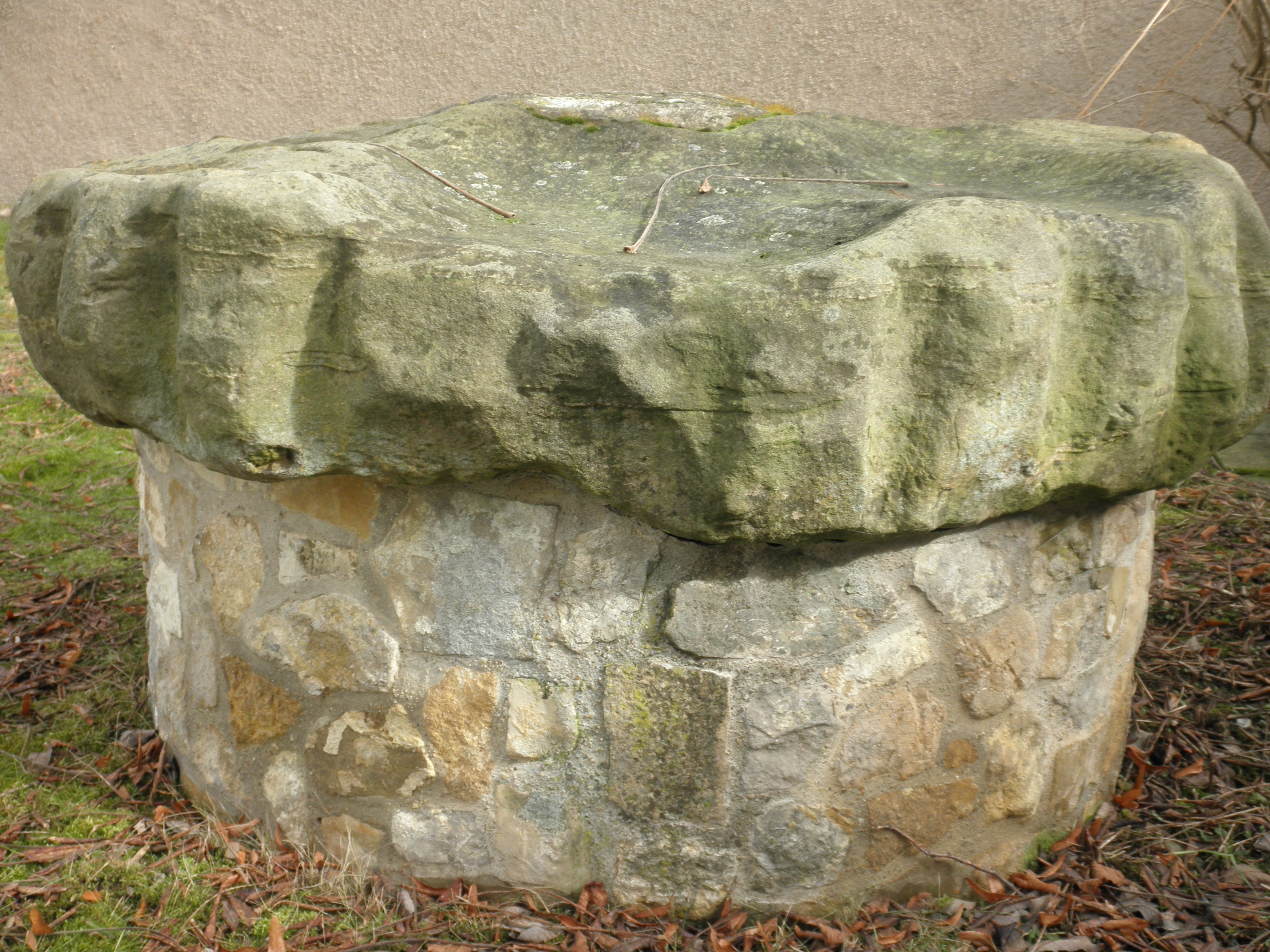
Waidstein in Kleinballhausen